# Tomi Ungerer
Jean-Thomas "Tomi" Ungerer (Estrasburgo, 28 de novembro de 1931 - Cork, 8 de fevereiro de 2019) foi um artista francês e escritor em três idiomas.  Publicou mais de 140 livros que vão desde livros infantis muito amados a trabalhos adultos controversos e do fantástico ao autobiográfico. Era conhecido pelas sátiras sociais e aforismos espirituosos.
Ungerer recebeu a medalha internacional Hans Christian Andersen em 1998 por sua "contribuição duradoura" como ilustrador infantil.

## Biografia
Ungerer nasceu em Estrasburgo, na França, o mais novo dos quatro filhos de Alice (Essler) e Theo Ungerer.  A família mudou-se para Logelbach, perto de Colmar , após a morte do pai de Tomi, Theodore - um artista, engenheiro e fabricante de relógios astronômicos — em 1936.  Ungerer também viveu a ocupação alemã da Alsácia quando a casa da família foi requisitada pela Wehrmacht.
Quando jovem, Ungerer se inspirou nas ilustrações da revista The New Yorker , particularmente no trabalho de Saul Steinberg .  Em 1957, um ano depois de se mudar para os EUA, a editora Harper & Row publicou seu primeiro livro infantil, The Mellops Go Flying, e seu segundo, The Mellops Go Diving for Treasure ; no início da década de 1960, ele criara pelo menos dez livros ilustrados para crianças com Harper, além de alguns outros, e ilustrara alguns livros de outros escritores.  Ele também fez trabalhos de ilustração para publicações como The New York Times ,  Esquire , Life , Harper's Bazaar , The Village Voice , e para a televisão durante os anos 1960, e começou a criar cartazes denunciando a Guerra do Vietnã.
Maurice Sendak chamou Moon Man (1966) "facilmente um dos melhores livros ilustrados dos últimos anos".
Depois de Allumette; Uma fábula, com o devido respeito a Hans Christian Andersen, os irmãos Grimm e o honorável Ambrose Bierce em 1974, ele parou de escrever livros infantis, concentrando-se em livros de nível adulto, muitos dos quais focados na sexualidade.  Ele finalmente retornou à literatura infantil com Flix 1998.  Ungerer doou muitos dos manuscritos e obras de arte de seus primeiros livros infantis à Coleção de Pesquisa de Literatura Infantil da Biblioteca Livre da Filadélfia .
Um tema consistente nas ilustrações de Ungerer é seu apoio à construção européia, começando pela reconciliação franco-alemã em sua região natal, a Alsácia, e em particular pelos valores europeus de tolerância e diversidade.  Em 2003, ele foi nomeado Embaixador da Infância e Educação pelo Conselho da Europa de 47 nações. 

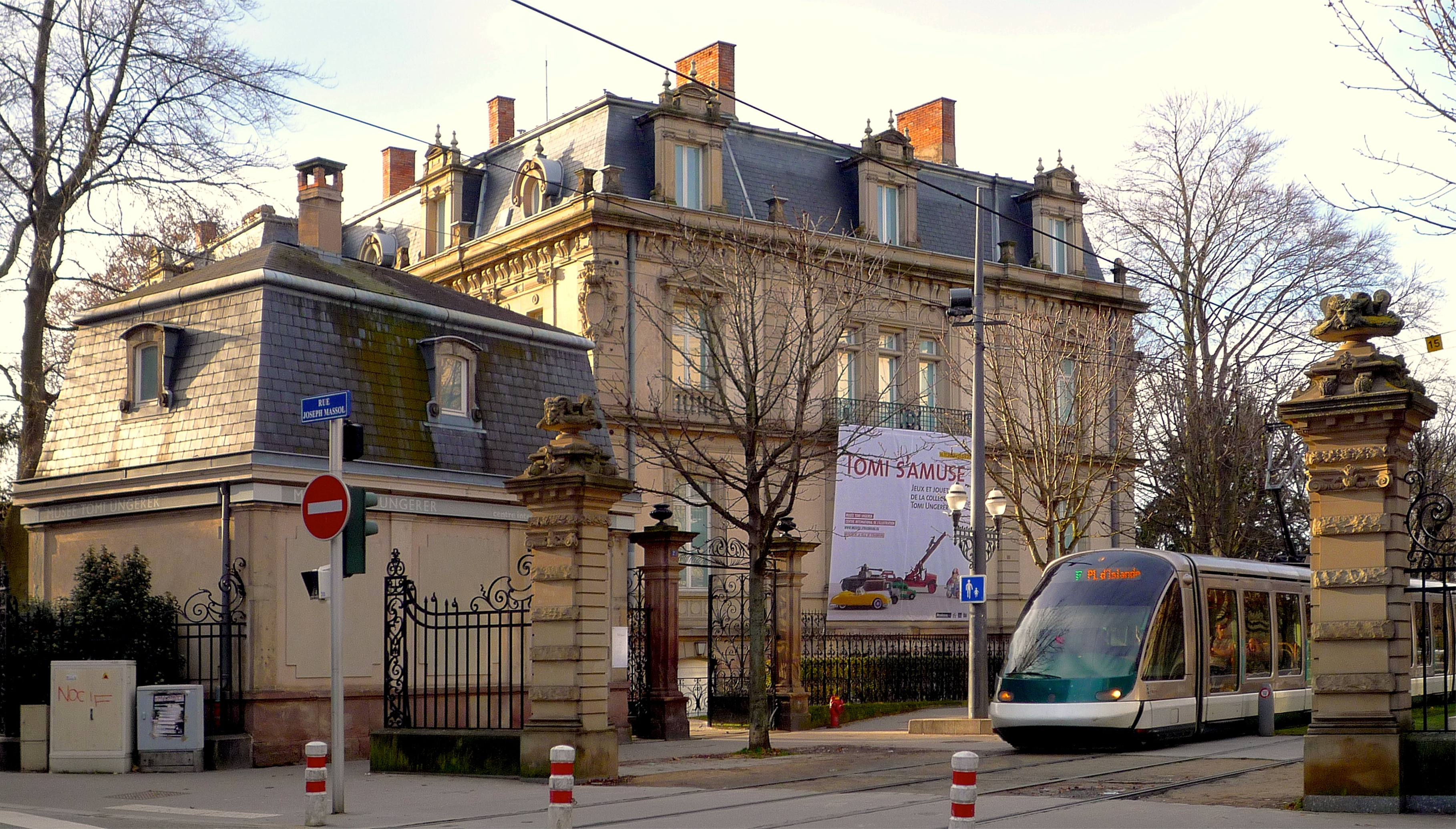
O Museu Tomi Ungerer em Estrasburgo

Em 2007, a sua cidade natal dedicou-lhe um museu, o Musée Tomi Ungerer / Centre international de l'illustration .
Ungerer dividiu seu tempo entre a Irlanda (onde ele e sua esposa se mudaram em 1976), e Estrasburgo.  Além de seu trabalho como artista gráfico e "desenhista", ele também era designer, colecionador de brinquedos e "arquivista do absurdo humano".
Um documentário biográfico, Far Out is Far Enough: The Tomi Ungerer Story , foi produzido em 2012.  O filme foi apresentado no Festival Internacional de Cinema de Palm Springs em 2013.  Em 2015/2016, o Kunsthaus Zurich e o Museu Folkwang em Essen dedicaram uma grande exposição à obra artística de Ungerer e, em particular, às suas colagens.

## Visão geral do trabalho
Tomi Ungerer descreveu-se em primeiro lugar como um contador de histórias e satírico.  Temas predominantes em seu trabalho incluem sátira política (como desenhos e cartazes contra a Guerra do Vietnã e contra a crueldade contra os animais), erotismo e temas criativos para livros infantis.

## Prêmios
O prêmio bienal Hans Christian Andersen conferido pela Diretoria Internacional de Livros para Jovens é o mais alto reconhecimento disponível para um escritor ou ilustrador de livros infantis.  Ungerer recebeu o prêmio de ilustração em 1998.
Em 2004, Ungerer recebeu o prêmio Lifetime Achievement of the Year no Sexual Freedom Awards .
Em 2018, ele é elevado à dignidade de comandante da Legião de Honra .
Ungerer morreu em 8 de fevereiro de 2019 aos 87 anos em Cork, Irlanda..

### Livros infantis
- The Mellops Go Flying (1957)
- Mellops Go Diving for Treasure (1957)
- Crictor (1958)
- The Mellops Strike Oil (1958)
- Adelaide (1959)
- Christmas Eve at the Mellops (1960)
- Emile (1960)
- Rufus (1961)
- The Three Robbers (1961)
- Snail, Where Are You? (1962)
- Mellops Go Spelunking (1963)
- Flat Stanley (1964) — arte de Tomi Ungerer, escrito por Jeff Brown
- One, Two, Where's My Shoe? (1964)
- Beastly Boys and Ghastly Girls (1964) — arte de Tomi Ungerer, poemas coletados por William Cole
- Oh, What Nonsense! (1966) — arte de Tomi Ungerer, editado por William Cole
- Orlando, the Brave Vulture (1966)
- Warwick's Three Bottles (1966) – com André Hodeir
- Cleopatra Goes Sledding (1967) – com André Hodeir
- What's Good for a 4-Year-Old? (1967) — arte de Tomi Ungerer, texto de William Cole
- Moon Man (Der Mondmann) (Diogenes Verlag, 1966)
- Zeralda's Ogre (1967)
- Ask Me a Question (1968)
- The Sorcerer's Apprentice (1969) — texto de Barbara Hazen
- Oh, How Silly! (1970) — arte de Tomi Ungerer, editado por William Cole
- The Hat (1970)
- I Am Papa Snap and These Are My Favorite No Such Stories (1971)
- The Beast of Monsieur Racine (1971)
- The Hut (1972)
- Oh, That's Ridiculous! (1972) — arte de Tomi Ungerer, editado por William Cole
- No Kiss for Mother (1973)
- Allumette; A Fable, com Due Respect to Hans Christian Andersen, the Grimm Brothers, and the Honorable Ambrose Bierce (1974)
- Tomi Ungerer's Heidi: The Classic Novel (1997) — arte de Tomi Ungerer, texto de Johanna Spyri
- Flix (1998)
- Tortoni Tremelo the Cursed Musician (1998)
- Otto: The Autobiography of a Teddy Bear (1999)
- Zloty (2009)
- Fog Island (2013)

### Livros adultos
- Horrible. An account of the Sad Achievements of Progress
- Der Herzinfarkt (1962)
- The Underground Sketchbook (1964)
- The Party (1966)
- Fornicon (1969)
- Tomi Ungerer's Compromises (1970)
- Poster Art of Tomi Ungerer (1972)
- America (1974)
- Totempole (1976)
- Babylon (1979)
- Cat-Hater's Handbook, Or, The Ailurophobe's Delight (1981) — co-authored by William Cole
- Symptomatics (1982)
- Rigor Mortis (1983)
- Slow Agony (1983)
- Heute hier, morgen fort (1983)
- Far out Isn't Far Enough (1984)
- Femme Fatale (1984)
- Schwarzbuch (1984)
- Joy of Frogs (1985)
- Warteraum (1985)
- Schutzengel der Hölle (1986)
- Cats As Cats Can (1997)
- Tomi: A Childhood Under the Nazis (1998)
- Liberal Arts: The Political Art of Tomi Ungerer (1999)
- Erotoscope (2002)
- De père en fils (2002)

## Lista de exposições
- Berlim , 1962  Cartazes contra o racismo e a guerra do Vietnã

## Outros trabalhos
- Design do poster do filme Dr. Strangelove (1964)
- Design do logo para o malfadado musical da Broadway <i id="mwug">Kelly</i> (1965)
- Obra de arte e cartaz para o filme Monterey Pop (1968)
- Desenho do Aqueduto de Janus em Estrasburgo (1988)

<references group="" responsive="0">
<ref name="andersen">"Hans Christian Andersen Awards". International Board on Books for Young People (IBBY). Retrieved 2013-08-03.
"Tomi Ungerer" (pp. 100–01, by Sus Rostrup).

The Hans Christian Andersen Awards, 1956–2002. IBBY. Gyldendal. 2002. Hosted by Austrian Literature Online. Retrieved 2013-08-03.